# Nexus 4
Nexus 4 (кодовое название Nexus Mako) — смартфон компании Google, работающий под управлением операционной системы Android. Разработан совместно компаниями LG Electronics и Google Inc. Является представителем четвёртого поколения в линейке смартфонов Google Nexus.
Смартфон был представлен 3 марта 2013 года вместе с планшетом Nexus 10 и операционной системой Android 4.2 Jelly Bean. Продажи устройства стартовали 1 апреля 2013 года.
Основанный на оборудовании LG Optimus G, Nexus 4 отличался от своего предшественника четырехъядерным процессором Snapdragon S4 Pro, 8-мегапиксельной задней камерой и 1,3-мегапиксельной фронтальной камерой, которые используют датчик Sony BSI, беспроводную зарядку Qi. введение Android 4.2 Jelly Bean, обновления операционной системы, в котором представлено 360-градусное сшивание сферических фотографий под названием «Photo Sphere», меню быстрых настроек, виджеты на экране блокировки, набор жестов и обновленная версия Google Now.
Nexus 4 получил в целом положительные отзывы критиков, которые высоко оценили качество и производительность аппаратного обеспечения Nexus 4. Это также было первое устройство Google Nexus, выпущенное по относительно более низкой цене по сравнению с другими флагманскими смартфонами высокого класса, что привело к неожиданно высокому спросу и дефициту предложения. Тем не менее, устройство подверглось критике за отсутствие поддержки LTE и отсутствие съемного аккумулятора, который был в его предшественнике, Galaxy Nexus.

## Анонс
Официальное представление смартфона Nexus 4, а также планшета Nexus 10 и Android 4.2 Jelly Bean планировалось на специальном мероприятии Google в Нью-Йорке.
5 марта 2013 года компания Google анонсировала смартфон Nexus 4 заочно. продаж было назначено на 1 апреля, но в первые же часы продаж магазин Play Store, в котором было эксклюзивное начало продаж, распродал все находившиеся в наличии смартфоны. Проблемы с поставками были постоянны, а нараставшее недовольство желающих приобрести устройство и тех, кто не мог получить заказанный коммуникатор, заставили выступить одного из руководителей Google, который подверг критике партнёров из LG. Немногим позднее пользователи популярного форума для разработчиков XDA Developers смогли оценить количество произведённых и проданных устройств с середины ноября по конец декабря в 375 тысяч смартфонов по всему миру.

## Аппаратное обеспечение
Nexus 4 работает под управлением четырёхъядерного процессора Qualcomm APQ8064 (Snapdragon S4 Pro) с тактовой частотой 1,5 ГГц. За графику в смартфоне отвечает видеоускоритель Adreno 320. Объём оперативной памяти смартфона составляет 2 Гб. Аппарат использует дисплей с диагональю 4,7 дюйма, выполненный по технологии IPS+ и имеющий разрешение 1280×768 пикселей. В смартфоне установлено две камеры: основная тыловая на 8 мегапикселей, поддерживающая запись Full HD-видео и фронтальная для видеосвязи на 1,3 мегапикселя, поддерживающая запись HD-видео. Устройство продается с объёмом встроенной флеш-памяти 8 и 16 Гб. С конца мая 2013 смартфон также был выпущен в белом цвете. Заявлена поддержка беспроводной зарядки.
У телефона нет физических кнопок на передней панели, вместо них используются экранные софт-клавиши, отображаемые интерфейсом операционной системы.
Несмотря на то, что по документам FCC и Google в смартфоне нет поддержки LTE, через инженерное меню возможно включение трансивера LTE в диапазоне 4 (1700/2100 МГц; Канада, Латинская Америка). С версии Android 4.2.2 эта возможность убрана (есть в некоторых кастомных прошивках).

## Цена
Цена Nexus 4 на момент выпуска составляла 299 долларов США (8 ГБ) и 349 долларов США (16 ГБ). Это было намного ниже, чем у сопоставимых флагманских смартфонов, которые стоили бы около 600 долларов. 27 августа 2013 года цена была снижена до 199 и 249 долларов соответственно с аналогичными скидками в других странах.

## Прием
Прием Nexus 4 в целом был очень положительным. Рецензенты всегда были впечатлены доступной ценой Nexus 4 и впечатляющими характеристиками. The Independent упомянула, что качество сборки «почти непревзойденное», а дизайн «надежный» и «привлекательный». Они также похвалили его 8-мегапиксельную заднюю камеру и «огромный» 4,7-дюймовый дисплей. The Guardian также дал Nexus 4 очень положительный отзыв, присвоив ему пять звезд, однако прокомментировал, что «недостаток расширяемой памяти стоит иметь в виду». Технологический веб-сайт CNET заявил, что телефон имеет «множество отличных программных функций и смехотворно низкую цену» и что это «почти наверняка лучшее устройство Android, не говоря уже о лучшей цене».
Однако некоторые владельцы жалуются, что полностью стеклянная конструкция делает телефон хрупким и легко ломается. Кроме того, если более ранние телефоны оставить на, казалось бы, плоской гладкой поверхности, будильник с вибрацией или даже просто предоставление ему достаточного времени приведет к тому, что телефон в конечном итоге «сойдет» с поверхности и упадет. В более поздних моделях внизу были добавлены крошечные пластиковые выступы, чтобы остановить скольжение за счет увеличения статического трения. Стеклянный экран также чувствителен к поломке из-за тонкой пластиковой «окантовки», которая оставляет мало места, если край телефона раздавлен в результате удара или падения, что делает либо пластиковый «бампер», либо, что еще лучше, хорошо сделанный, ударопоглощающий чехол необходим.
Nexus 4 подвергся некоторой критике за отсутствие поддержки LTE и отсутствие съемного аккумулятора, который был в его предшественнике, Galaxy Nexus. Однако другие защищали эти упущения из-за низкой цены Nexus 4.
Ни в одном из обзоров The Independent, The Guardian или CNET не содержится существенных комментариев по поводу включения беспроводной зарядки; только The Guardian отметила, что «Nexus 4 рано вошел в моду беспроводной зарядки».